# Бастардо
Баста́рдо (порт. Bastardo, правильнее Баштарду), или Труссо́ (фр. Trousseau) — технический (винный) сорт чёрного винограда. Родиной сорта считается юго-запад Франции, однако возделывается он главным образом на склонах Юры и в Португалии. Потомок Саваньена и предок Карменера.

## История и распространение
По мнению ампелографа Лавиньяка, культивация труссо в Португалии, Галисии, Гаскони и Франш-Конте чётко указывает на его распространение по средневековому пути Святого Иакова. В небольших количествах возделывается на виноградниках Нового Света, а именно в Аргентине, Австралии, США. 
По состоянию на 2009 год во Франции виноградники сорта труссо занимали всего лишь 172 га. В департаменте Юра он занимает 5% виноградников и используется для производства сухих красных вин (обычно в купажах с другими сортами). Деревня Монтиньи-лез-Арсюр в этом винодельческом регионе объявила себя мировой столицей бастардо и в конце июля проводит фестиваль этого винограда. Именно этот сорт преобладает в тамошнем винограднике, принадлежавшем Луи Пастеру.
Бастардо (баштарду) часто используется для креплёных вин, особенно портвейнов (на их родине в Португалии). В былые времена также применялся при производстве мадеры. Крымские вина «Бастардо Массандра», «Бастардо десертное Алушта» и т. д. вырабатываются из винограда местного сорта Бастардо Магарачский.

## Характеристики
Энциклопедический словарь Брокгауза и Ефрона давал определение бастардо как «виноградной лозы на острове Мадера; ягоды средней величины с очень сладким соком». И действительно, сахаристость сока ягод бастардо составляет 25—28 г/100 см3.
Сорт среднего периода созревания. Лист средний, округлый, среднерассечённый, пятилопастный. Нижняя поверхность листа с щетинистым опушением. Гроздь мелкая, цилиндроконическая, плотная. Ягода мелкая, чёрная, с густым восковым налётом. Устойчивость к болезням и морозостойкость слабая. Плохо переносит переувлажнение.

## Мутации и потомки
На севере Калифорнии встречается розовая мутация бастардо, прежде именовавшаяся серым рислингом, а в настоящее время — труссо-гри. Используется для получения белых вин.
На Пиренеях много сортов со сходным названием и неопределённым отношением к «настоящему» бастардо. Так, на виноградниках Испании можно встретить сорт белого винограда Bastardo blanco, известный также как Baladí и Jaén.
В Крыму выращивается сорт бастардо магарачский — результат скрещивания Бастардо и Саперави (гибрид № 217).